# Isabelle Sadoyan
Isabelle Sadoyan (Lione, 12 maggio 1928 – Saint-Didier-au-Mont-d'Or, 10 luglio 2017) è stata un'attrice francese.

## Vita privata
Ha origini armene. È stata sposata con l'attore Jean Bouise fino al 1989, anno in cui è deceduto.

## Filmografia parziale
- L'amante (Les choses de la vie), regia di Claude Sautet (1970)
- L'alliance, regia di Christian de Chalonge (1970)
- Les camisards, regia di René Allio (1972)
- Mr. Klein, regia di Joseph Losey (1976)
- Quell'oscuro oggetto del desiderio (Cet obscur objet du désir), regia di Luis Buñuel (1977)
- L'adolescente, regia di Jeanne Moreau (1979)
- La banchiera (La banquière), regia di Francis Girod (1980)
- Il ritorno di Martin Guerre (Le retour de Martin Guerre), regia di Daniel Vigne (1982)
- I fantasmi del cappellaio (Les fantômes du chapelier), regia di Claude Chabrol (1982)
- Tornare per rivivere (Partir, revenir), regia di Claude Lelouch (1985)
- Subway, regia di Luc Besson (1985)
- La tristezza e la bellezza (Tristesse et beauté), regia di Joy Fleury (1985)
- Un uomo, una donna oggi (Un homme et une femme, 20 ans déjà), regia di Claude Lelouch (1986)
- Cura la tua destra... (Soigne ta droite), regia di Jean-Luc Godard (1987)
- Un nemico per amico (Après la guerre), regia di Jean-Loup Hubert (1989)
- In the Eye of the Snake, regia di Max Reid (1990)
- Mayrig, regia di Henri Verneuil (1991)
- Quella strada chiamata paradiso (588 rue Paradis), regia di Henri Verneuil (1992)
- Tre colori - Film blu (Trois couleurs: Bleu), regia di Krzysztof Kieslowski (1993)
- Ospiti pericolosi (Le petit garçon), regia di Pierre Granier-Deferre (1995)
- L'esca (L'appât), regia di Bertrand Tavernier (1995)
- I miserabili (Les misérables), regia di Claude Lelouch (1995)
- L'ottavo giorno (Le huitième jour), regia di Jaco Van Dormael (1996)
- La Sicilia, regia di Luc Pien (1997)
- I ragazzi del Marais (Les enfants du marais), regia di Jean Becker (1999)
- Aram, regia di Robert Kechichian (2002)
- Le passager de l'été, regia di Florence Moncorgé-Gabin (2006)
- Didine, regia di Vincent Dietschy (2008)
- Ore d'estate (L'heure d'été), regia di Olivier Assayas (2008)
- Des filles en noir, regia di Jean-Paul Civeyrac (2010)
- Thérèse Desqueyroux, regia di Claude Miller (2012)
- Coup de chaud, regia di Raphaël Jacoulot (2015)
- Il medico di campagna (Médecin de campagne), regia di Thomas Lilti (2016)
- I fantasmi d'Ismael (Les fantômes d'Ismaël), regia di Arnaud Desplechin (2017)
- Alla ricerca di Teddy (Le doudou), regia di Julien Hervé e Philippe Mechelen (2018)